# 日本独立
『日本独立』（にっぽんどくりつ）は、2020年12月18日に公開された日本映画。監督は伊藤俊也、主演は浅野忠信。

## あらすじ
吉田茂と白洲次郎の絆を軸に、終戦から憲法制定、独立に至る歴史の裏側のドラマを、日本側とアメリカ側の両方の視点から描く。

## キャスト
- 白洲次郎 - 浅野忠信
- 白洲正子 - 宮沢りえ
- 吉田茂 - 小林薫
- 松本烝治 - 柄本明
- 幣原喜重郎 - 石橋蓮司
- 近衛文麿 - 松重豊
- 吉田満 - 渡辺大
- 吉田ツナ - 浅田美代子
- 芦田均 - 伊武雅刀[3]
- 美濃部達吉 - 佐野史郎
- 楢橋渡 - 大鶴義丹
- 小林秀雄 - 青木崇高
- 麻生和子 - 梅宮万紗子
- 昭和天皇 - 野間口徹
- 奥村勝蔵 - 内藤正記
- ダグラス・マッカーサー - アダム・テンプラー
- ロバート・D・ヒース・Jr.
- ベネディクト・セバスチャン
- ローレンス・マックラウド・マッドクス
- 語り - 奥田瑛二

## スタッフ
- 監督 - 伊藤俊也
- 脚本 - 伊藤俊也
- 音楽 - 大島ミチル
- ゼネラルプロデューサー - 森千里
- エグゼクティブプロデューサー - 田中剛
- プロデューサー - 芳川透
- スーパーバイザー - 奥山和由
- 企画 - 鍋島壽夫
- 撮影 - 鈴木達夫
- 照明 - 水野研一
- 美術 - 稲垣尚夫
- 録音 - 中村淳
- 編集 - 只野信也
- 音響効果 - 柴崎憲治
- 裝飾 - 相田敏春
- ポストプロダクションスーパーバイザー - 佐藤正晃
- 衣裳 - 大塚満、古藤博
- 特殊メイク - 江川悦子
- ヘアメイク - 山村光代
- スクリプター - 内田智美
- キャスティング - 石垣光代
- 助監督 - 土肥拓郎
- 制作担当 - 白石治
- ラインプロデューサー - 姫田伸也
- 配給 - 株式会社シネメディア
- 制作 - 「日本独立」製作委員会
- 制作協力 - 東京シネマ俱楽部